# Les Authieux-sur-Calonne
Les Authieux-sur-Calonne ist eine französische Gemeinde mit 276 Einwohnern (Stand 1. Januar 2022) im Département Calvados in der Region Normandie. Sie gehört zum Arrondissement Lisieux und zum Kanton Pont-l’Évêque. 
Nachbargemeinden sind Saint-Julien-sur-Calonne im Nordwesten, Saint-André-d’Hébertot im Norden, Bonneville-la-Louvet im Osten, Blangy-le-Château im Südosten, Le Mesnil-sur-Blangy im Süden, Manneville-la-Pipard im Südwesten.

## Bevölkerungsentwicklung
| Jahr      | 1962 | 1968 | 1975 | 1982 | 1990 | 1999 | 2006 | 2015 |
| --------- | ---- | ---- | ---- | ---- | ---- | ---- | ---- | ---- |
| Einwohner | 230  | 219  | 180  | 186  | 219  | 250  | 292  | 292  |

## Sehenswürdigkeiten
- Kapelle Saint-Meuf, seit 1926 als Monument historique ausgewiesen
- Kirche Saint-Pierre

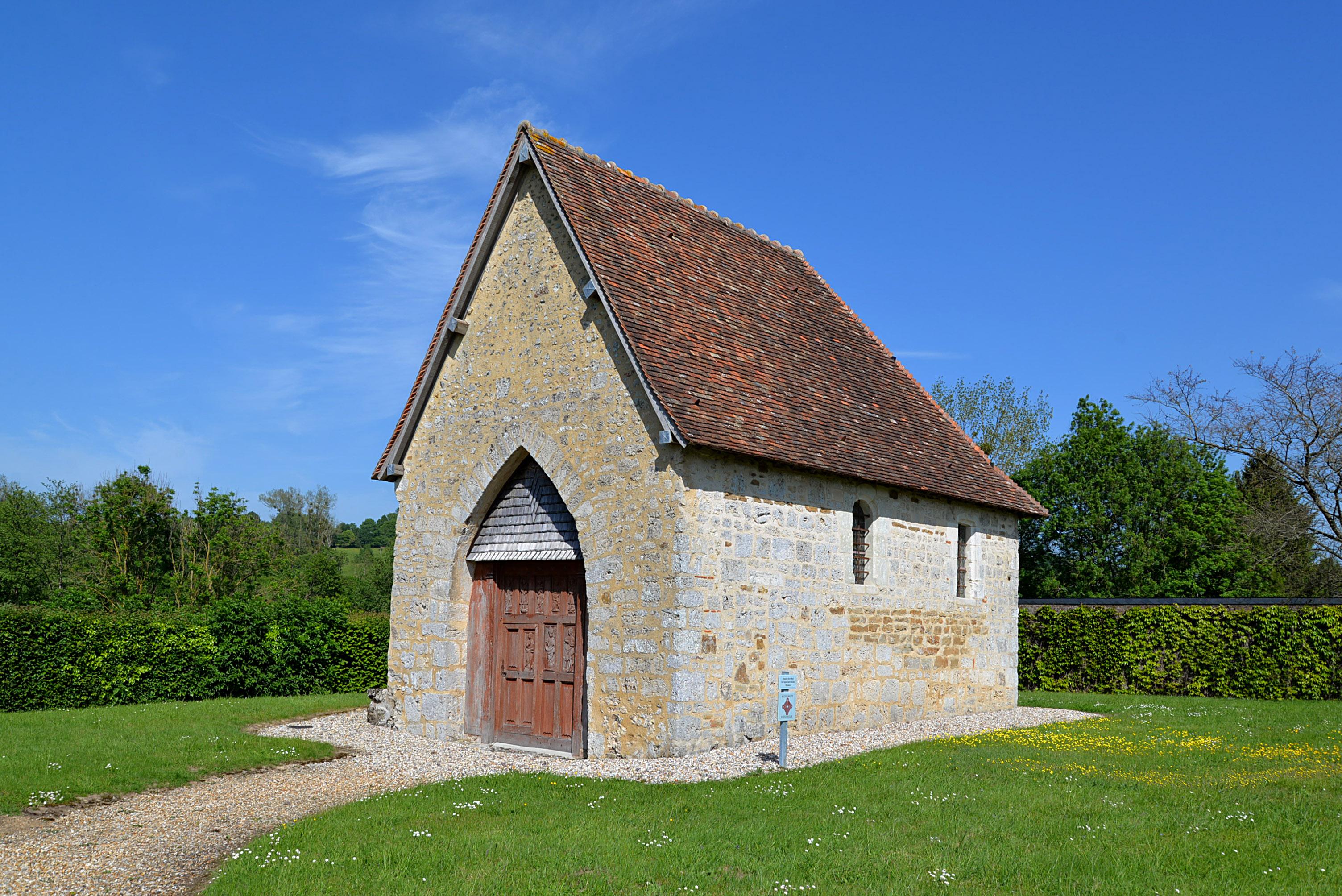
Kapelle Saint-Meuf vom Südwesten aus gesehen
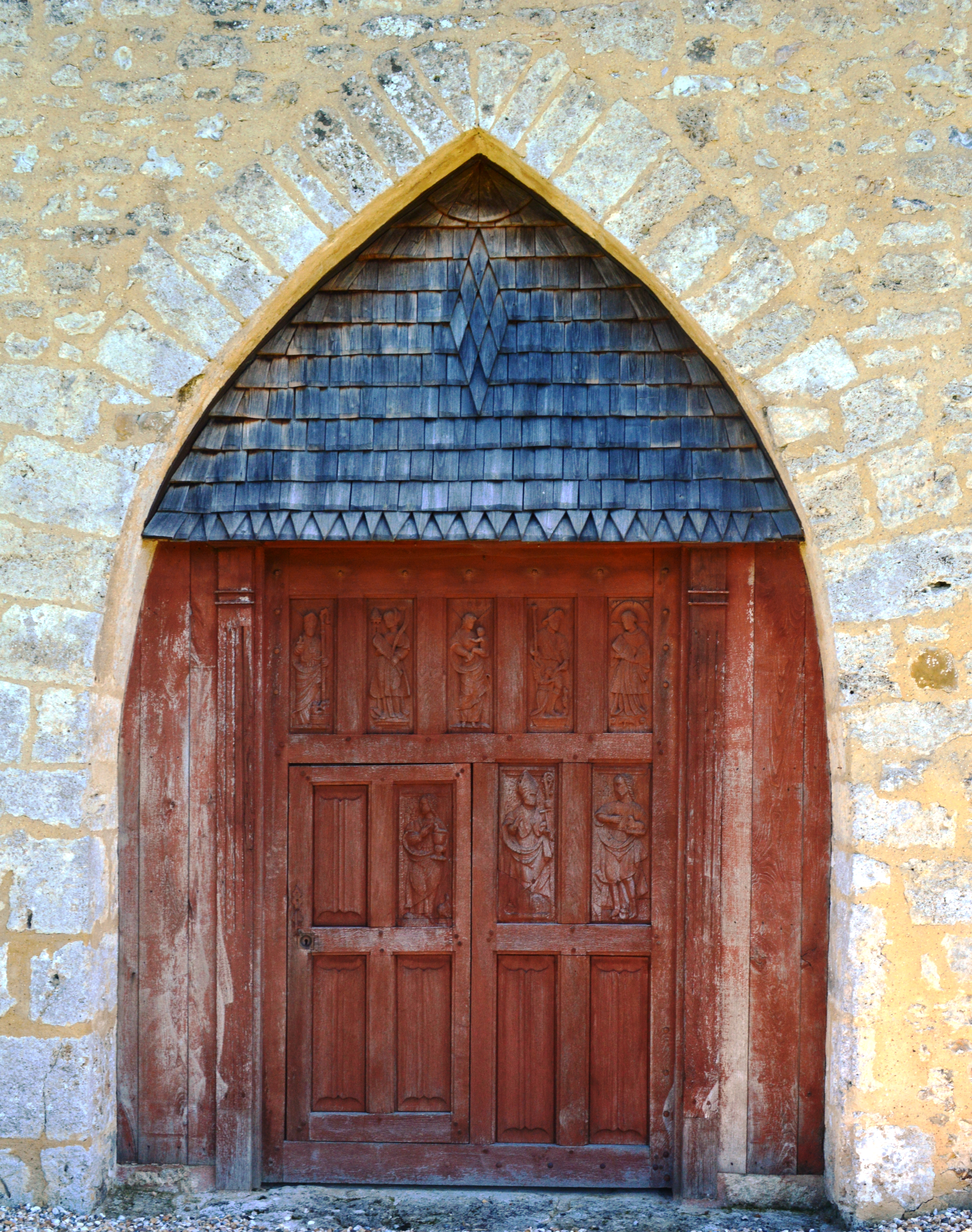
Hölzerne Tür der Kapelle Saint-Meuf
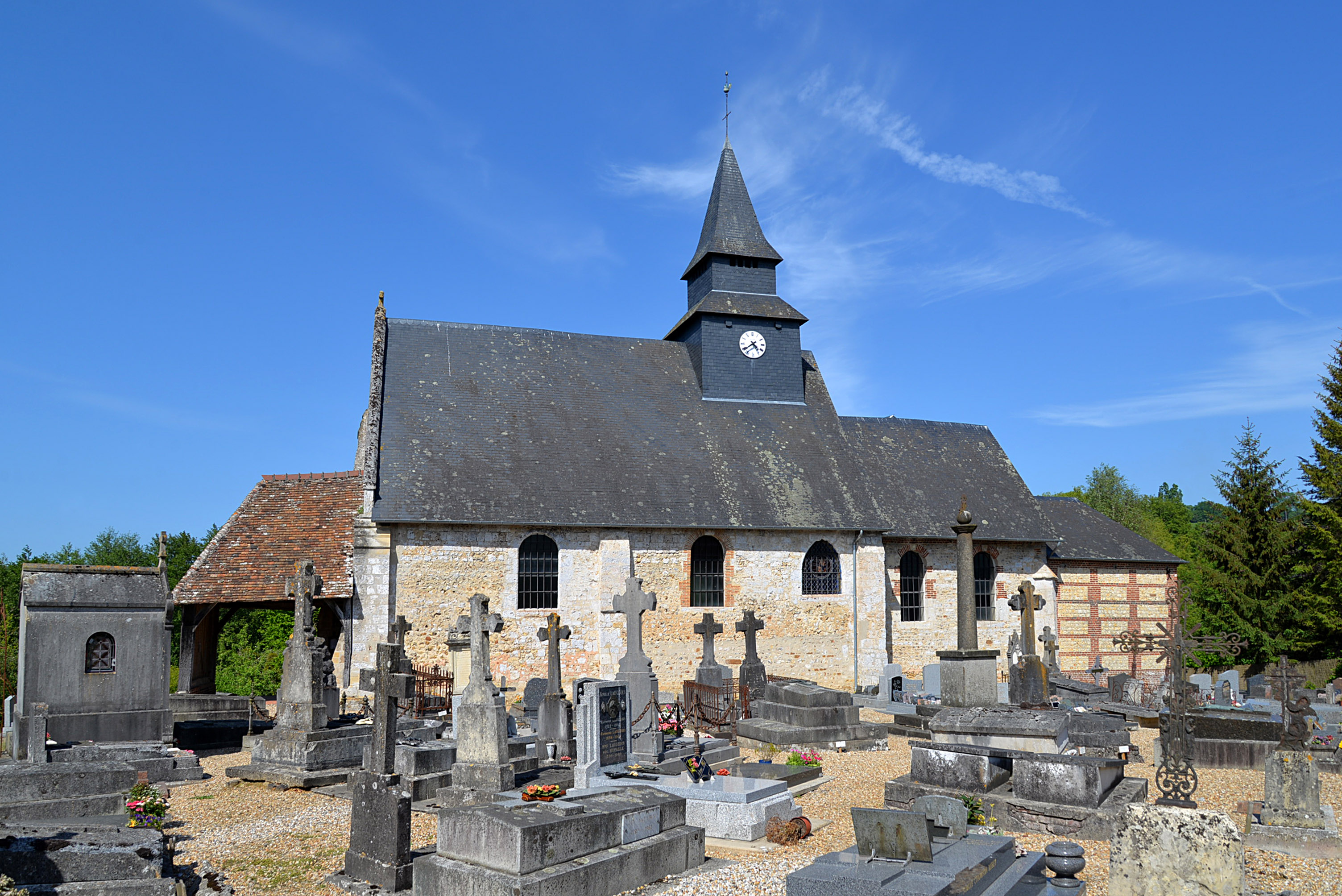
Kirche Saint-Pierre vom Süden aus gesehen